# Tiram
Tiram (nep. तिराम) – gaun wikas samiti w zachodniej części Nepalu w strefie Rapti w dystrykcie Pyuthan. Według nepalskiego spisu powszechnego z 2001 roku liczył on 940 gospodarstw domowych i 6135 mieszkańców (3053 kobiet i 3082 mężczyzn).